# Filip Olsson (fotbollsspelare)
Filip Ronny Sigvard Olsson, född 24 april 1999, är en svensk fotbollsspelare som spelar för Sandvikens IF, på lån från IK Sirius.

## Karriär
På ungdomsnivå spelade Olsson för Kävlinge GIF, Malmö FF och Landskrona BoIS. Inför säsongen 2017 värvades han av Eslövs BK. Under sin första seniorsäsong gjorde Olsson 17 ligamatcher och ett mål i Division 3. Säsongen 2018 spelade han 20 matcher och gjorde två mål då Eslövs BK vann sin Division 3-serie.
Inför säsongen 2019 återvände Olsson till Landskrona BoIS, där han skrev på ett tvåårskontrakt. Olsson spelade 29 av 30 ligamatcher under säsongen 2019 samt båda kvalmatcherna till Superettan mot Östers IF, där Landskrona dock inte lyckades bli uppflyttade. I mars 2020 förlängde han sitt kontrakt i Landskrona BoIS fram till 2022. Säsongen 2020 gjorde Olsson åtta mål på 28 ligamatcher samt ett mål i uppflyttningskvalet mot Dalkurd FF då Landskrona BoIS blev uppflyttade till Superettan.
I december 2021 värvades Olsson av IK Sirius, där han skrev på ett fyraårskontrakt.
Under första halvan av säsongen 2025 lånades Olsson ut till Sandvikens IF. Lånet förlängdes sedan till att gälla över hela säsongen 2025.

## Karriärstatistik
| Klubb              | Säsong             | Liga                      | Liga    | Liga | Svenska cupen | Svenska cupen | Övrigt  | Övrigt | Totalt  | Totalt |
| Klubb              | Säsong             | Division                  | Matcher | Mål  | Matcher       | Mål           | Matcher | Mål    | Matcher | Mål    |
| ------------------ | ------------------ | ------------------------- | ------- | ---- | ------------- | ------------- | ------- | ------ | ------- | ------ |
| Eslövs BK          | 2017               | Division 3 Södra Götaland | 17      | 1    | 0             | 0             | —       | —      | 17      | 1      |
| Eslövs BK          | 2018               | Division 3 Södra Götaland | 20      | 2    | 1             | 0             | —       | —      | 21      | 2      |
| Eslövs BK          | Totalt             | Totalt                    | 37      | 3    | 1             | 0             | —       | —      | 38      | 3      |
| Landskrona BoIS    | 2019               | Division 1 Södra          | 29      | 3    | 0             | 0             | 2       | 0      | 31      | 3      |
| Landskrona BoIS    | 2020               | Ettan Södra               | 28      | 8    | 2             | 0             | 2       | 1      | 32      | 9      |
| Landskrona BoIS    | 2021               | Superettan                | 23      | 4    | 3             | 0             | —       | —      | 26      | 4      |
| Landskrona BoIS    | Totalt             | Totalt                    | 80      | 15   | 5             | 0             | 4       | 1      | 89      | 16     |
| IK Sirius          | 2022               | Allsvenskan               | 16      | 0    | 4             | 1             | —       | —      | 20      | 1      |
| IK Sirius          | 2023               | Allsvenskan               | 3       | 0    | 0             | 0             | —       | —      | 3       | 0      |
| IK Sirius          | 2024               | Allsvenskan               | 15      | 1    | 1             | 0             | —       | —      | 15      | 1      |
| Totalt i karriären | Totalt i karriären | Totalt i karriären        | 151     | 19   | 10            | 1             | 4       | 1      | 166     | 21     |

1. ↑  Uppflyttningskvalmatcher mot Östers IF.[14][15]
2. ↑  Uppflyttningskvalmatcher mot Dalkurd FF.[16][17]